# Frank Fields
Frank Fields (Plaquemine, Louisiana, 2 mei 1914 -  New Orleans, 18 september 2005) was een Amerikaanse bassist in de hoogtijjaren van de ritme & blues in New Orleans.
Frank Fields leerde professioneel muziek spelen tijdens zijn tijd in het leger. Na zijn diensttijd speelde Fields bij Dave Bartholomew en zijn Sextet, en trad vanuit die groep toe tot de huisband van de J&M Recording Studio. Deze studio, in 1945 door Cosimo Matassa opgericht, werd cruciaal in de ontwikkeling van de New Orleans-r&b, rock-'n-roll, en soul in de decennia 1950 en 1960. De J&M studio werd verantwoordelijk voor het ontwikkelen van wat bekend werd als de New Orleans Sound, met sterke drums, zware gitaar en bas, zware piano, lichte blazers en een sterke vocale lead. Essentieel was dat de muziek dansbaar was. De kerngroep van deze studioband - met Alvin Tyler als informele leider - bestond naast Fields uit o.a. saxofonist Red Allen (jazzmusicus), gitarist Ernest McLean en drummer Earl Palmer.
Fields was een paar jaar ouder dan zijn medemuzikanten en bracht de avond liever niet door met de band, maar leerde hoe hij televisies kon repareren, wat hij als bijbaan deed in de winkel van Cosimo Matassa, die de J&M Studio in de achterkamer had. 
In de periode 1951-1953 maakte Fields ook deel uit van het combo van Paul Gayten, met o.a. Lee Allen en Frankie Parker. en van eind 1953 tot 1955 speelde hij bij James "Sugar Boy" Crawford and his Cane Cutters, bekend van de latere hit Jock-A-Mo. 
In de periode 1950-1960 speelde Fields op hits van Fats Domino, Professor Longhair, Smiley Lewis, Shirley & Lee, Lloyd Price, Huey "Piano" Smith en anderen. Fields werkte ook samen met o.a. Cousin Joe, Li'l Millet, Allen Toussaint en T-Bone Walker en was betrokken bij opnamesessies van 1947 tot 1991 van o.a. Little Richard's debuutalbum Here's Little Richard uit 1957 en op albums van Father Al Lewis .  Sinds de jaren zeventig speelde hij in de Preservation Hall Jazz Band . Alvin Tyler prees het consistente spel van Field: hij was zeer nauwkeurig in termen van zowel tempo als toonhoogte. Hij speelde rechttoe rechtaan, helder en krachtig, zonder zichzelf op de voorgrond te plaatsen. 
Fields overleed in 2005 op 91-jarige leeftijd en werd begraven op de Port Hudson National Cemetery in Zachary in Louisiana.

## Discografie
Fields speelde op veel opnames 'uncredited'. Onderstaand een selectie van discogs.
- 1947 Dave Bartholomew And His Sextette – Bum Mae / Dave's Boogie Woogie
- 1949 Fats Domino - The Fat Man
- 1954 Sugar Boy – I Bowed On My Knees / No More Heartaches
- 1954 Sugar Boy And His Cane Cutters – Jock-A-Mo / You, You, You
- 1954 Little Booker – Doing The Ham Bone / Thinkin Bout My Baby
- 1954 Earl Williams With Lee Allen's Orchestra – I Can't Go On / Let's Make Love Tonight
- 1956 Clarencehenry "Frog Man" – Ain't Got No Home / Troubles, Troubles
- 1956 Bobby Charles – Take It Easy Greasy / Time Will Tell
- 1956 Bobby Charles – Laura Lee / No Use Knocking
- 1956 Charles Williams With Paul Gayten Orch. – So Glad She's Mine / Mary, Don't You Weep, Mary Don't You Moan
- 1957 Little Richard – Keep A Knockin' / Can't Believe You Wanna Leave
- 1958 Jerry Byrne – Lights Out / Honey Baby
- 1959 Fats Domino – Fats Domino Vol. 3
- 1960 Elmore James And The Broom Dusters – Blues After Hours
- 1960 Alvin "Red" Tyler & The Gyros – Rockin' And Rollin' With Red Tyler And The Gyros
- 1961 Dave Bartholomew – Fats Domino Presents Dave Bartholomew And His Great Big Band
- 1965 The Original Tuxedo 'Jass' Band* – The World's Oldest Jazz Orchestra
- 1970 Smiley Lewis – Shame Shame Shame